# Darvault
Darvault ist eine französische Gemeinde mit 946 Einwohnern (Stand: 1. Januar 2022) im Département Seine-et-Marne in der Region Île-de-France. Sie gehört zum Arrondissement Fontainebleau und zum Kanton Nemours.

## Geographie
Darvault liegt im Süden des Départements Seine-et-Marne drei Kilometer östlich von Nemours und fünf Kilometer südlich von Moncourt-Fromonville.
| Saint-Pierre-lès-Nemours | Moncourt-Fromonville | Nonville       |
| Nemours                  | Kompass              | Treuzy-Levelay |
|                          | Poligny              |                |

## Sehenswürdigkeiten

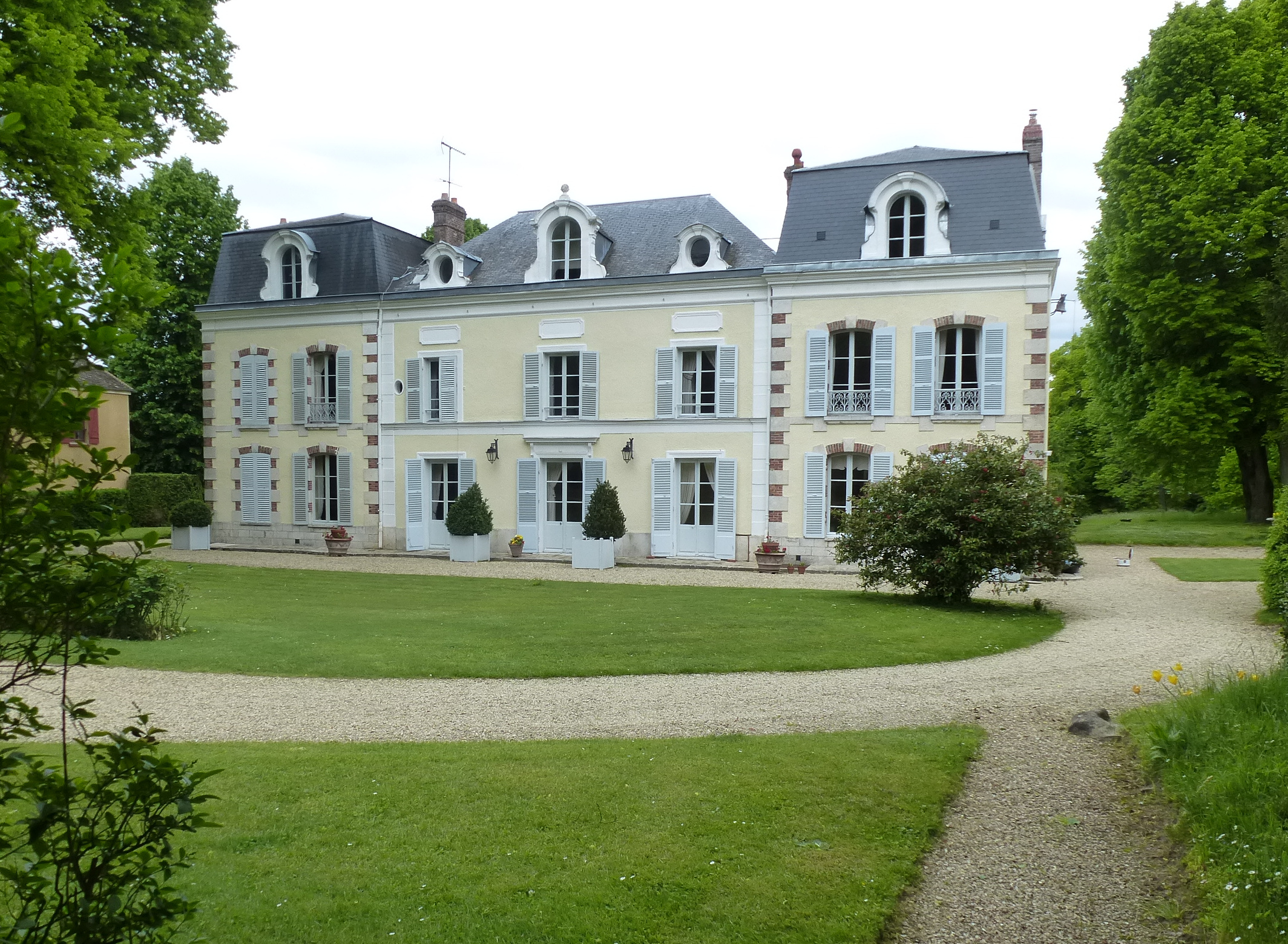
Schloss
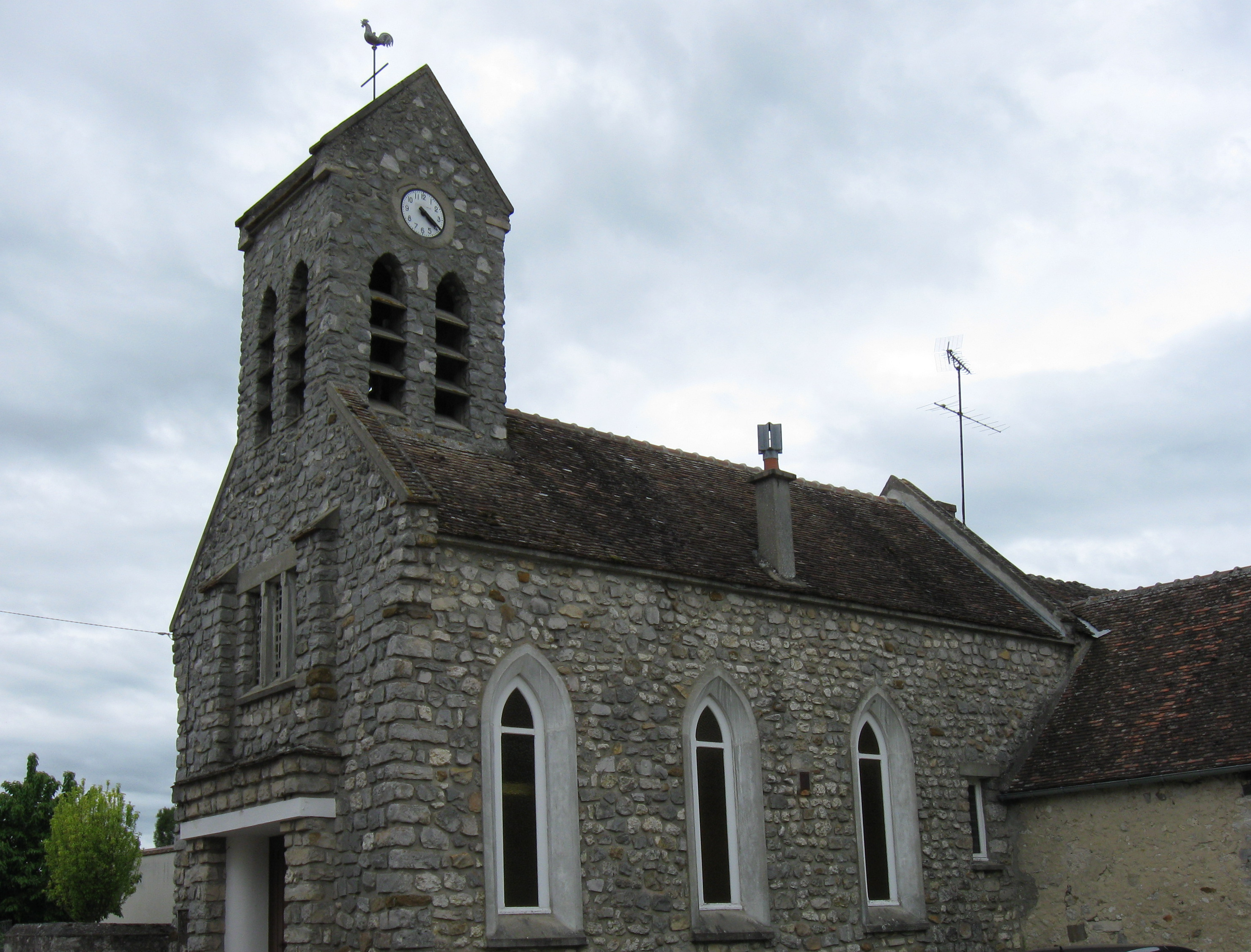
Kirche Sacré-Cœur
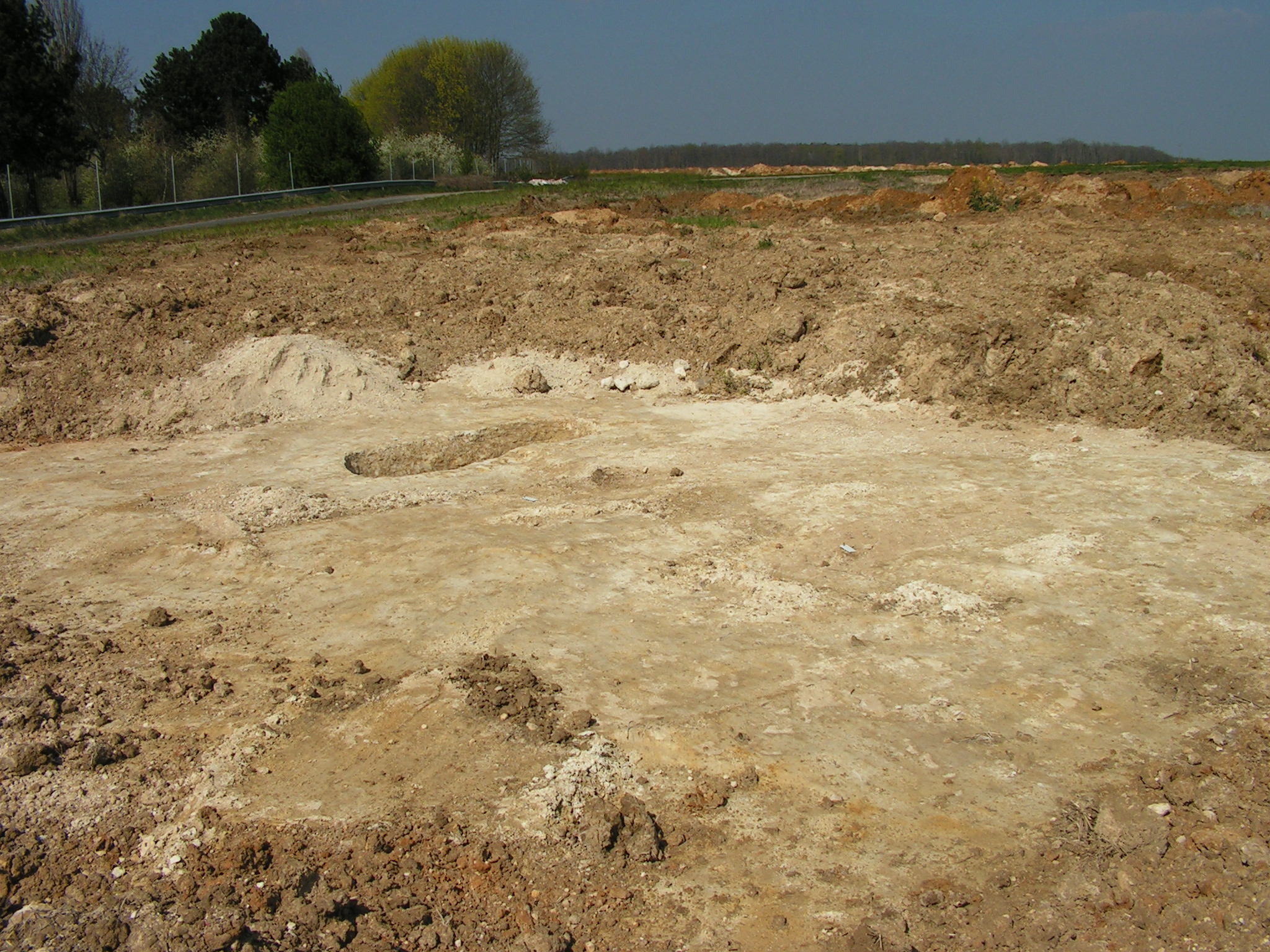
Lavoir (Waschhaus)

- Schloss
- Kirche Sacré-Cœur (Heiligkreuz)
- Archäologische Ausgrabungen